# Catalogue d'autorités de noms et titres de Catalogne
Le Catalogue d'autorités de noms et titres de Catalogne (en catalan : Catàleg d'autoritats de noms i títols de Catalunya) (CANTIC) est un registre des notices d'autorités maintenu par la bibliothèque de Catalogne.

## Présentation
Le catalogue constitue une partie du Catalogue collectif des universités de Catalogne (en catalan : Catàleg Col·lectiu de les Universitats de Catalunya) (CCUC).
Ses missions sont de standardiser les points d'accès dans les catalogues bibliographiques, d'augmenter la fluidité de l'information entre les catalogues et de faciliter les recherches et de relever la pertinence des résultats.
CANTIC avantage les ouvrages issus de la culture catalane ; ces notices sont étoffées et peuvent être liées à une entrée de la Gran Enciclopèdia Catalana.